# Celleporina minima
Celleporina minima är en mossdjursart som beskrevs av Grischenko, Dick och Shunsuke F. Mawatari 2007. Celleporina minima ingår i släktet Celleporina och familjen Celleporidae. Inga underarter finns listade i Catalogue of Life.